# Qarpa
«Qarpa» — український рок-гурт, до 2007 називався «Фактично Самі». Створений 1992 року в Івано-Франківську. Лідерка гурту — Ірена Карпа.

## Історія
Гурт було засновано 1992 року в Івано-Франківську Олегом Артимом. Перша назва музичного колективу — «Fuck! Submarine». Гурт відрізнявся провокативним стилем. Першим стилем був кондовий панк, що згодом змінився на психоделічний індастріал. 1995 року назва гурту змінена на «Фактично Самі» (ФС).
У стилістиці гурту з'явилось електронне звучання, почалися більші музичні експерименти. Гурт переміг на фестивалі «Альтернатива» у Львові, активно виступав, але практично не видавав нових альбомів. 1997 року ФС стали лауреатами фестивалю «Червона рута», а 1998-го перемогли на фестивалі «Майбутнє України».
Бирчик, Ніна і Віта залишилися в Івано-Франківську, натомість Олег Артим 1999 року переїздить до Києва. Там він почав кар'єру звукорежисера в київській студії «RRI Inc.» і продовжив роботу над ФС, скооперувавшись із басистом Сергієм Хариновичем, ексучасником ІОА-4.
На концерті Вова Остоушко, що згодом став гітаристом гурту Щастя, знайомить його з Іреною Карпою, на той момент студенткою і маловідомою попспівачкою. Вона пропонує зробити разом експериментальний електронний трек «Повітря». На невдалому концерті у Тернополі Карпа несподівано з'явилась на сцені й почала співати сама.
Згодом гурт покидає Сірик і Карпа стає вокалісткою та басисткою. Це надає ФС нову силу, додаючи більше електроніки, експериментального звуку та лірики. За три ночі було створено перший альбом «Дідькова гра».
Карпа одного дня приводить до гурту свого колегу з університету, студента-перекладача, україномовного вірменина Артура Данієляна, який стає басистом гурту. З цього моменту основний склад не змінювався. 2000 року вони починають запис другого альбому «Б. П. П.» (Болєзні Пєвчіх Птіц), що був завершений 2001 року на власній студії «Fuck! Submarine». Наступний альбом, «Космічний Вакуум», був записаний роком пізніше.
2003 року Ірена наспівує вокальні партії для двох наступних альбомів одразу та їде жити до Південно-Східної Азії на 7 місяців. За цей час Олег і Артур працюють над двома альбомами «Kurva Cum Back» та «Lo-Fi Тгавми». В роботі над цим альбомом брало участь близько 50 музикантів, тоді ж до гурту приєднується віолончелістка Євгенія Смолянинова.
Вкінці 2004-го видано Kurva Cum Back, 2005-го побачив світ альбом «Lo-Fi Тгавми». Його супроводжував всеукраїнський тур разом з новим барабанщиком Андрієм Когутом. Протягом того ж року гурт видає мультимедійний CD із 70-ма mp3-треками та п'ятьма відеокліпами. «Фактично Самі» також відомі своїми антигламурними вечірками: «Зірковий Секонд-Хенд», «Люцифер хоче додому» тощо.
Восени 2006-го року майже весь гурт було залучено до знімання фільму «Kyiv. Limited Edition», показаному на кінофестивалі «Молодість». Олег Артим був оператором, Ірена Карпа режисером, Андрій Когут та Артур Данієлян знялися як актори.
2007 року вийшов альбом «Космічний вакуум», котрий до цього видавався в США на лейблі Statue Records лімітованим тиражем. 14 грудня цього ж року група міняє назву на «Qarpa» і випускає свій сьомий альбом «IN ЖИР».

## Склад
- Олег Артим — гітари, вокал, синтезатори, програмування, mixing (з 1992)
- Олег «Бирчик» Бирчак — бас, вокал (1992—1998)
- Лев «Скрипа» Скрентович — барабани (1992—1996)
- Ніна Остяк — вокал (1992—1998)
- Віта Бирчак — вокал (1992—1998)
- Сергій «Сірик» Харинович — бас, вокал (1998—1999)
- Ірена Карпа — вокал (з 1999)
- Артур Данієлян — бас, вокал, синтезатори, програмування (з 1999)
- В'ячеслав Лещух — барабани (2004—2005)
- Євгенія Смолянинова — віолончель (з 2003)
- Андрій Когут — барабани (2005—2010) звукорежисер (2010—2012)
- Антон Ступак — turntables (2008—2009)
- Ольга Чапкіна — барабани (з 2010)
- DJ Original B — turntables (з 2009)

## Дискографія
- Дідькова гра (1999)
- Б. П. П. (2001)
- Космічний вакуум (2001)
- Kurva Cum Back (2004)
- Fuckтично Самі (Best Of 1995—2004) (2004)
- Lo-Fi TRавми (2005)
- IN ЖИР (2007)
- And I Made The Man (2011)
- Made in China (2015)

## Нагороди
- 1997: лауреат І премії у жанрі рок-музики фестивалю «Червона рута» у м. Харків[2].